# Andrian Candu
Andrian Candu (Chișinău, 27 novembre 1975) è un politico moldavo, ex vice presidente del Parlamento della Moldavia dal 30 maggio 2013 all'11 luglio 2014 vice primo ministro. Ministro dell'economia della Repubblica di Moldavia dal 2 luglio 2014 al 23 gennaio 2015, Presidente del Parlamento della Repubblica di Moldavia dal 23 gennaio 2015 al 21 marzo 2019, membro del Parlamento della Repubblica di Moldavia in tre legislature consecutive: 24 dicembre 2010 — 11 luglio 2014, 9 dicembre 2014 — 9 marzo 2019 e dal 9 marzo 2019.

## Distinzioni
Nell'aprile 2015, con un decreto del Presidente della Repubblica di Moldavia Nicolae Timofti, è stato insignito dell'Ordine dell'onore. Andrian Candu ha ricevuto questa distinzione "come segno di grande apprezzamento per il contributo alla promozione di riforme basate su valori e standard europei, per meriti speciali nel garantire la negoziazione, la firma e la ratifica dell'Accordo di associazione Moldavia - Unione europea, contributo alla liberalizzazione dei visti Stati membri dell'UE e spazio Schengen".
Nel novembre 2018, è stato decorato da Liviu Dragnea con la Colonna del Parlamento, la più alta distinzione della Camera dei deputati (Romania).